# Wilhelm Bornstedt
Wilhelm Bornstedt (* 16. August 1905 in Braunschweig; † 28. März 1987 ebenda) war ein deutscher Gymnasiallehrer und von 1974 bis 1983 Stadtheimatpfleger von Braunschweig.

## Leben
Bornstedt studierte Geografie, Geologie und Völkerkunde an den Universitäten Marburg, Frankfurt am Main und Hamburg mit anschließender Promotion. Er trat 1933 in die SS sowie zum 1. Mai desselben Jahres in die NSDAP ein (Mitgliedsnummer 3.167.381) und war als Gausachbearbeiter im Amt für Erziehung des NSLB tätig. In den Jahren 1938 und 1939 publizierte Bornstedt drei Beiträge in den SS-Leitheften. Er arbeitete von 1939 bis 1980 als Gymnasiallehrer in Braunschweig. Von 1964 bis 1974 war Bornstedt Beauftragter für Denkmalpflege und Kreisgeschichte des Landkreises Braunschweig und von 1974 bis 1983 Stadtheimatpfleger sowie gleichzeitig Heimatpfleger von Stöckheim. Er organisierte die Heimatpflege neu und richtete den Arbeitskreis der Heimatpfleger ein.
Für seine Verdienste um die regionalgeschichtliche Forschung wurde Bornstedt 1980 mit dem Niedersächsischen Verdienstorden ausgezeichnet und 1981 in die Historische Kommission für Niedersachsen und Bremen berufen. Am 11. Oktober 1983 wurde er vom damaligen Braunschweiger Oberbürgermeister Hartmut Scupin auf Schloß Richmond feierlich zum Ehrenheimatpfleger der Stadt Braunschweig ernannt. Seine Chroniken von Stöckheim und Rüningen waren wegweisend. Er setzte sich für den Erhalt der Dorfkerne ein und konnte Neubürger für die Geschichte ihrer Gemeinden und damit auch zur Heimatpflege begeistern.
Zu Ehren Wilhelm Bornstedts wurde ein Weg in Stöckheim nach ihm benannt.

## Werke (Auswahl)
Von Bornstedt sind über 100 Veröffentlichungen erschienen, nachfolgend eine Auswahl in chronologischer Abfolge:
- Chronik von Stöckheim Siedlungsgeographie, Sozial- und Kulturgeschichte eines Braunschweigischen Dorfes. Braunschweig 1967.
- Die alten Heer- und Handelsstraßen im Großraume um Braunschweig: Hildesheim, Peine, Schunter, Königslutter, Helmstedt, Schöningen, Schöppenstedt, Grosses Bruch, Oderwald, Wolfenbüttel, Salzgitter und Braunschweig. Braunschweig 1969.
- Chronik von Vechelde – 973 bis 1973. 2 Bände, 1973.
- Aus der Geschichte von Rautheim an der Wabe. 1977.
- Chronik des Pfahldorfes Rüningen: Siedlungsgeographie, Sozial-, Kultur- und Kriegsgeschichte eines braunschweigischen Dorfes. 1980.
- Der letzte Rokoko-Pavillon in Braunschweig-Stöckheim. In: Denkmalpflege und Geschichte (Bausteine des Stadtheimatpflegers). Braunschweig 1981.
- Das Herzogliche „Hohe Gericht“ im Stöckheimer Streithorn am Lecheln Holze vom 16. bis zum 19. Jahrhundert (Diebstahl, Mord, Raub und Hexenverbrennung). In: Denkmalpflege und Geschichte (Bausteine des Stadtheimatpflegers). Nr. 11, Braunschweig 1982.
- Die Okerschiffahrt und Flößerei südlich von Braunschweig unter Herzog Carl I. 1747. Braunschweig 1983.
- Die Braunschweiger Barockstraße zwischen Braunschweig und Wolfenbüttel um 1800. In: Denkmalpflege und Geschichte (Bausteine des Stadtheimatpflegers). Braunschweig 1984.
- Der südliche Elm, des „Deutschen Ordens“ geographischer und geschichtlicher Raum im Braunschweigischen – Elmsburg, Krimmelburg, Vorwerk Reitling und die alten Straßen. Denkmalpflege und Geschichte  (Bausteine des Stadtheimatpflegers) Nr. 6, Braunschweig 1987.